# Rhizostomatidae
Rhizostomatidae је породица медуза. Врсте које је чине имају срасле усне режњеве са многобројним малим порама, од којих полазе многобројни канали. Ти канали су међусобно мрежасто повезани, а и повезани су са гастроваскуларним делом који може имати кружни канал. Манубријум је врло наборан.

## Родови
Према ITIS:
- -{Rhizostoma Cuvier, 1800
- Rhopilema Haeckel, 1880
- Stomolophus L. Agassiz, 1862}-